# ShVAK (機関砲)
ShVAK（露: ШВАК）は、1930年代後半-第二次世界大戦中にソ連で使用された、12.7mmおよび20mm口径の航空機関砲である。
ShVAKの名は、「シュピタリヌィ・ウラジミロフ航空大口径（機関砲）」を意味する“Шпитальный-Владимиров Авиационный Крупнокалиберный”（ラテン文字表記の例：Shpitalnyi-Vladimirov Aviatsionnyi Krupnokalibernyi）の頭文字から来ている。
派生型のTNSh（露: ТНШ）は、ShVAKを装甲車両搭載用として改設計したものである。

## 概要
ShVAKは、当初はShKAS 7.62mm機関銃の拡大型として、DK機関銃（DShK38重機関銃の前身）と共通の12.7x108mm弾を使用する航空機用機関銃として1931年より開発された。
ShVAK-12.7は、口径が拡大された以外はShKASと同様の設計で、1932年には試作銃が完成、テストの後に、1934年に制式採用されて1935年に生産が開始されたが、ShKASの給弾装置をそのまま踏襲したために複雑な構造となり、弾詰まりを起こして分解修理が必要になり易いなど、信頼性に問題のあるものとなった。構成が複雑で製造が難しいため、1935年中には航空用が410基予定のうち86基、装甲車両用が40基予定のうち6基完成したのみであった。更に、構造上、当初の要求に反し独自規格の弾薬（12.7x108R）が必要になり、本来の開発目的から逸脱したものとなっていた。
このため、12.7mm型の失敗を踏まえて給弾装置を改良し、使用弾薬を20x99mm弾に変更したものが引き続きボリス・シュピタリヌイとセミョーン・ウラジミロフによって1935年に設計され、1936年から生産された。20mm型の生産開始に伴い、12.7mm型は1936年に正式に生産停止となった。
ShVAK-20は、Yak-1、I-153、I-16、La-5、La-7、LaGG-3、Il-2の初期型、ハリケーンの独自改修型など多くの軍用機に装備され、装甲車両搭載型のTNShは戦車砲としてT-38やT-60に搭載された。
ShVAK自体に製造・運用共に特に問題はなかったが、口径の割には威力不足と判断されたため、第二次世界大戦末期にはB-20、VYa-23、NS-37などの機関砲に代替されていった。

## 構成

ShVAKの原型であるShKASの給弾機構を示した図
ShVAKも同様の給弾機構を持つ

ShVAKの作動方式はガス圧式、給弾はベルト式で、遠隔給弾にはケーブルか空気圧が利用された。ガス調整弁には3.5mmから6mmまでの4つの孔があり、これを切り替えることにより発射速度を調節することが可能となっている。
前述のように基本構造はShKAS 7.62mm機関銃とほぼ同一で、弾帯が機関部の外周に沿って同心円状に回する過程で弾帯から弾薬本体が引き抜かれ、更に弾薬のみが回転する給弾装置によって運ばれて薬室に装填される、という独特の機構も同様である。
弾薬は焼夷榴弾と焼夷徹甲弾を混合したものが用意されている。